# João Baconthorpe
João Baconthorpe (também Bacon, Baco, e Bacconius) (em inglês:  John Baconthorpe, em latim: Johannes Anglicus; Baconsthorpe, c. 1290 – Blakeney, 1347) foi um erudito monge carmelita e filósofo escolástico inglês.

## Biografia
Ele nasceu em Baconsthorpe, Norfolk, e parece ter sido sobrinho-neto de Roger Bacon (Brit. Mus. Add. MS. 19. 116). Na juventude, ingressou na Ordem do Carmo, tornando-se frade em Blakeney. Estudou em Oxford e Paris. Em 1323 concluiu seu mestrado em Teologia em Paris. Acredita-se que tenha ensinado teologia em Cambridge e Oxford. Por fim, ficou conhecido como doctor resolutus, embora a implicação disso seja incerta.
Baconsthorpe foi um prior provincial da Ordem na Inglaterra de 1327 até 1333. Parece ter-se antecipado a John Wycliffe na defesa da subordinação do clero ao rei. Em 1333 foi enviado para Roma, onde, diz-se, defendeu a autoridade papal nos casos de divórcio; porém, mais tarde, mudou de opinião quanto a isso. Morreu em Londres, por volta de 1347. Muito tempo depois de sua morte, durante o Renascimento, João Baconthorpe foi reconhecido como sendo uma autoridade em teologia carmelita.

## Obras
Várias obras escritas por João Baconsthorpe chegaram até os nossos dias. Seu trabalho mais conhecido é um comentário sobre as Sentenças de Pedro Lombardo, que sobrevive em várias versões. Durante quase três séculos após sua publicação, ele ainda foi estudado em Pádua, o último reduto do averroísmo e Lucilio Vanini falou dele com grande veneração. (O texto pode ser encontrado no seu original em latim sob o título Doctoris resoluti Joannis Bacconis Anglici Carmelitae radiantissimi opus super quattuor sententiarum libris.) Além deste trabalho, sobreviveram ainda três Quodlibeta - questões sobre Direito canônico - e comentários sobre o Evangelho segundo Mateus, sobre as obras de Santo Agostinho e Santo Anselmo.

## Filosofia
Embora ele fosse bem versado em várias perspectivas teológicas, Baconsthorpe era antes de tudo um carmelita. Como um teólogo, fez questão de defender o dogma católico da Imaculada Conceição, e afirmar a importância de sua Ordem no contexto da tradição histórica e espiritual. Da mesma forma, Baconsthorpe debateu abertamente com os seus contemporâneos, como Henrique de Gante, Duns Escoto, e Pedro Auréolo, e consistentemente desafiou as perspectivas de filósofos antigos. Ele mesmo teve desentendimentos com companheiros carmelitas, como Gerardo de Bolonha, Guido Terrena, e Roberto Walsingham.
Baconthorpe é comumente visto como um averroísta - seguidor de ibn Rushd, ou Averróis para o mundo latino - embora, seja improvável que ele se visse como tal. Recebeu o título de princeps Averroistarum, que significa "príncipe dos averroístas", pelos mestres da Universidade de Pádua, séculos depois de sua morte. Foi lhe dado este título não porque ele concordava com Averróis, mas apenas devido a sua habilidade para explicar algumas das ideias filosóficas do polímata muçulmano andaluz. Mais notavelmente, em seu comentário sobre as Sentenças, ele discute a perspectiva de Averróis em grande profundidade, juntamente com a de Aristóteles. Semelhantemente, Ernest Renan diz que ele apenas tentou defender o averroísmo contra a acusação de heterodoxia. Averróis foi certamente uma influência relevante para Baconsthorpe, e algumas vezes ele fez referência a comentários de Averróis em seus próprios argumentos; porém, ele também fez referência a outros teólogos, incluindo muitos de seus contemporâneos, portanto, não se deve presumir que Averróis foi a principal influência sobre o pensamento de Baconthorpe.
Talvez, a mais importante influência sobre João Baconsthorpe tenha sido as Condenações de 1210–1277 promulgadas pelas Universidades de Oxford e Paris, que proibiram o ensino de qualquer uma das 219 teses filosóficas e teológicas censuradas pelo bispo Étienne Tempier. Baconsthorpe abertamente discordou da proibição de muitas dessas obras, como as de Egídio de Roma e Godofredo de Fontaines. Fundamentalmente, isto serviu para apoiar as doutrinas da Igreja. Ele deu atenção especial às obras de Tomás de Aquino sobre filosofia natural, na qual Baconthorpe se baseia para fundamentar muitos de seus argumentos. Em contraste com Aquino, a perspectiva de Baconsthorpe era a de que existem duas substâncias: o corpo humano e a alma eterna. A opinião de Baconsthorpe sobre anjos foi igualmente influenciada pelas Condenações em Paris, em estrita oposição a Aquino.
Muitas das discussões teológicas de Baconsthorpe se concentram, em grande parte, sobre a forma e função da humanidade. De acordo com a noção de que o corpo humano e a alma eterna são entidades separadas, ele afirmou que a alma é causa específica do intelecto e que a alma é uma substância intelectual que torna a forma humana inteligível. Apesar disso, ele ainda acredita que exista o livre-arbítrio, sem que as decisões necessariamente tenham uma causa. Efetivamente, acreditava que as almas tomam suas próprias decisões que são impostas aos corpos humanos, mas Deus mantém um completo conhecimento de cada alma e de cada decisão que será tomada. Como consequência, ele nega a possibilidade de quaisquer mecanismos materiais estarem envolvidos no intelecto.